# Момпероне
Момпероне (італ. Momperone, п'єм. Mumpròn) — муніципалітет в Італії, у регіоні П'ємонт,  провінція Алессандрія.
Момпероне розташоване на відстані близько 430 км на північний захід від Рима, 110 км на схід від Турина, 34 км на схід від Алессандрії.
Населення — 226 осіб (2014).
Покровитель — святий Віктор.

## Демографія
Населення за роками:

Станом на 1 січня 2023 року в муніципалітеті офіційно проживало 8 іноземців з 4 країн, серед них 5 громадян країн Євросоюзу.

## Сусідні муніципалітети
- Бриньяно-Фраската
- Казаско
- Чечима
- Монтемарцино
- Поццоль-Гроппо